# Silvio Vella
Silvio Vella (* 8. Februar 1967 in Toronto) ist ein ehemaliger Fußballspieler und unter anderem derzeitiger Trainer der maltesischen U-21 Nationalmannschaft. Dadurch, dass seine Familie von Kanada nach Malta gezogen ist, besitzt er sowohl die kanadische als auch die maltesische Staatsangehörigkeit.

## Karriere

### Verein
Bis 1985 spielte er in der Jugend vom Rabat Ajax FC, danach bestritt er bis 1994 für die erste Mannschaft 107 Spiele. In seiner ersten Saison wurde er mit der Mannschaft zugleich auch noch Meister. In der Saison 1993/94 wurde er dann zum maltesischen Fußballer des Jahres gewählt, sein Verein stieg in der gleichen Saison jedoch auch ab. Danach ging es für ihn aber in der ersten Liga weiter zum Hibernians FC, für den er bis zum Sommer 2002 spielte und dort sogar auf 161 Spiele kam. In seiner ersten als auch in der letzten Saison konnte er hier den Meistertitel feiern. Danach beendete er seine Karriere als aktiver Spieler.

### Nationalmannschaft
Seinen ersten Einsatz in der Nationalmannschaft bekam er 18. Oktober 1988 bei einem Freundschaftsspiel auswärts gegen die Mannschaft von Israel (2:0). Seinen letzten Einsatz hatte er bei einem Freundschaftsspiel am 3. Juni 2000 zuhause gegen die Nationalmannschaft von England, er wurde dabei in der 40. Minuten eingewechselt; dass spielt endete 1:2.

### Trainer
Nach dem Ende seiner Karriere als Spieler ging es für ihn zur Malta Football Association, für die er verschiedenste Teams trainierte. So war er von 2002 bis 2009 als Co-Trainer der U-21 beschäftigt, danach ging es für ihn als Trainer zu U-19, welche er bis 2014 trainierte. Von Juni 2010 bis 2013 war er zudem noch Trainer bei seinem ehemaligen Verein Rabat Ajax FC. Seit 2014 ist er Trainer der U-21 Mannschaft und seit 2016 ebenfalls Trainer der U-17 Mannschaft.